# Red Jackets Sarzana
I Red Jackets sono una squadra di football americano di Sarzana nella provincia della Spezia.
Il 6 giugno 2010 a L'Aquila nello Stadio Tommaso Fattori i Red Jackets, per il secondo anno consecutivo e sempre contro i Bengals Brescia, si sono contesi l'ambito trofeo del XXX Superbowl. Ma a differenza della passata stagione il titolo di Campioni d'Italia è andato ai Red Jackets, che saranno la prima squadra ligure a portarsi a casa tale trofeo.

## Storia
La storia dei Red Jackets Sarzana nasce nell'agosto 1995 per iniziativa dell'imprenditore turistico Giovanni Bertorello e di un ristretto gruppo di appassionati dell'American football tra i quali il figlio Enrico, Fabio Mammi, Giovanni Poltronieri ed altri ex dirigenti delle Società Rangers Sarzana ed Iron Men La Spezia. Nel 1996 centrarono i playoff in Arena League, perdendo nei quarti di finale solamente contro i futuri campioni Bengals Brescia. Nel 1997, guidati da coach Secchi, non ottennero ottimi risultati nel loro ultimo campionato a 8 giocatori. L'anno successivo vede il ritiro di coach Secchi per problemi lavorativi e il timone passa nelle mani di Coach Vittorio Montebello che rimarrà alla guida della squadra sino al settembre 1998. A poche settimane dal via del campionato Arena scompare per una malattia il presidente e fondatore Giovanni Bertorello e la società decide il temporaneo ritiro dai campi, facendo solo qualche apparizione e reclutamento di giovani talenti. Poco dopo scompare anche il padre di Coach Montebello, il quale si concede un periodo di riflessione, e l'attività agonistica riprenderà a inizio 1999, quando Pietro Chirico e Enrico Bertorello decideranno di riportare sui campi i nuovi Red Jackets, guidati dall'ex Iron Man Luciano Conte per portarli in un triennio ai vertici del football nazionale. È sotto la guida del nuovo presidente, Enrico Bertorello, che nel 2000 oltre ad aver disputato un buon Campionato nazionale Junior, alcuni senior dei Red Jackets vengono prestati alla Società Blacks Torino per disputare il Campionato di Golden League.
Nel 2001, oltre all'impegno nel Campionato Junior League, nascono anche i Sarzana Rangers, prima formazione sarzanese di Flag football riservata a giocatori Under 15.
Nel 2002 la società Red Jackets Sarzana decide di iscriversi al primo Campionato Nazionale di serie A. Per disputare la massima serie, come Head Coach viene chiamato il pluricampione genovese Giuseppe Pittaluga, subentrato allo statunitense Anthony D. Bingham. Con l'importante collaborazione degli Etruschi Livorno, che cedono in prestito alcuni atleti, il Roster arriva a ottanta giocatori, compreso un professionista USA, per disputare con onore una stagione veramente elettrizzante che ha dispensato poche delusioni e tantissime note positive, all'insegna di un sano ed ottimo Football.
Il 2003 sarà l'anno del triplo appuntamento in altrettanti campionati, compreso quello in A2. Oltre alle importanti vittorie, si ricorda la convocazione di ben dieci giovani atleti all'interno delle varie rappresentative nazionali Fiaf di categoria Under 13, Under 15, Under 17 ed Under 19.
Nel 2004 a guidare la squadra nel Campionato nazionale di serie C, è sempre il veterano Luca Baldassari, coadiuvato in attacco da Diego Secchi ed in difesa dal neo entrato Francesco Righetti. Sarà l'anno del titolo nazionale NWC nella conference centro/sud e del secondo posto italiano assoluto alle spalle dei Crusaders Cagliari. In quell'anno i R.J. si aggiudicheranno anche l'All Star Game 2004, partita che vede di fronte i migliori giocatori italiani divisi tra nord e sud.
Nel 2005 la società Red Jackets Sarzana, seppur promossa di diritto alla Serie B Nazionale decide di bissare l'esperienza nella Serie C. Una stagione iniziata in “perfect season”, sole vittorie, ma infranta in semifinale. Ottima performance anche in terra francese, dove i R.J. si classificano terzi assoluti nell'importante “Nice International Tournament” organizzato dalla città di Nizza.
Nel 2006 la società Red Jackets Sarzana decide di impegnarsi nel Campionato Italiano di Serie A2, ma la vita si dimostrerà comprensibilmente dura a causa della grande competitività e del predominio delle squadre più titolate.
La società Red Jackets Sarzana gestisce dal 1999 il settore giovanile che comprende le categorie Under 15, 17 e 20. Nella stagione 2006 i Rangers Under 17 del presidente Augusto Vecchi, guidati dai Coaches Francesco Barotti, Stafano Landriani e Giuseppe Cacciatori, vincono il proprio girone terminando in testa alla classifica davanti ai Panthers Parma, Olimpia Grosseto e Marines Ostia. Approdati alle fasi di playoff hanno schiacciato i Frogs Legnano e battuto i Giaguari Torino, laureandosi vicecampioni d'Italia nella finale contro i Lions Bergamo.
Nel Novembre 2006 viene costituita da Enrico Bertorello, Augusto Vecchi e Andrea Pelosi la S.A.F. (Sarzana American Football Srl), che farà capo a tutti i settori e alle attività della società.
Con il nuovo assetto societari nel 2007 i Red Jackets decidono di partire dalla serie B. Il campionato si dimostrerà entusiasmante al termine del quale i “Rosso Argento” vincono la Western Conference.
Il 2008, i Red Jackets Sarzana decidono di salire di categoria approdando così alla massima serie, a fianco a squadre blasonate come gli Hogs Reggio Emilia e i Warriors Bologna, con questi ultimi si ricorda una delle partite più impegnative davanti a un caloroso pubblico di oltre 3.000 persone. Per i Red Jackets la Golden League terminerà con un onorevole quinto posto assoluto nella classifica nazionale.
Nel 2009 i Red Jackets Sarzana disputano il loro campionato più entusiasmante vincendo la Regular Season in serie A (8 partite su 10), accedendo al 29° Superbowl italiano contro i Bengals Brescia. Purtroppo i rosso argento non riusciranno a coronare il successo ottenuto durante tutta la stagione, rimanendo “solo” vice Campioni d'Italia.
Nell'estate del 2009 vengono costituiti i Red Jackets Luni, giusto per dare una maggiore collocazione territoriale alla squadra, considerato che è formata da non solo da giocatori di Sarzana. Iscritti al campionato nazionale under 21, i Red Jackets vincono la regolar season, battono i Gladiatori nei play off di Roma e approdano al Vigorelli di Milano per disputare lo Youngbowl 2009 contro i Bengals Brescia. Davanti ad oltre 1000 spettatori, record per una finale giovanile, i rosso argento si riprendono la rivincita laureandosi Campioni d'Italia con un perentorio 38 a 6.
Il XXX Superbowl italiano (FIF) viene giocato il 6 giugno 2010 presso lo Stadio Tommaso Fattori di L'Aquila. Le finaliste sono per il secondo anno consecutivo i Red Jackets e i Bengals. I lombardi hanno affrontano la finale con alle spalle una "perfect season", con sole vittorie, mentre i "rosso argento" ne ha persa solo una, proprio in trasferta a Brescia. La partita risulta fin dal "kick-off" molto equilibrata, infatti il risultato finale è 18 a 13 per i Red Jackets, che per la prima volta portano l'ambito trofeo in terra ligure. 
Nel 2013 decidono di iscriversi al campionato italiano di football a 9 (Cif9) arrivando fino alla finale persa contro le Aquile Ferrara per 41-30.
Nel 2014 partecipano nuovamente al campionato a 9 nel frattempo denominato "Terza Divisione" riuscendo nuovamente ad arrivare in finale questa volta contro gli Steelers Terni, stavolta però riescono a laurearsi campioni d'Italia di football a 9 imponendosi per 22-7.

### Denominazioni
- Red Jackets Sarzana (1995-2009)
- Red Jackets Luni (2009-2010)
- Red Jackets Lunigiana (2011)

## Dettaglio stagioni

### Tornei nazionali

#### Campionato

##### Serie A NFLI/Golden League FIF
A seguito dell'ingresso di FIDAF nel CONI questi tornei - pur essendo del massimo livello della loro federazione - non sono considerati ufficiali.
| Stagione | regular season | regular season | regular season | regular season | regular season | regular season | playoff | playoff | playoff | playoff | playoff | playoff            | playoff          |
|          | Vin            | Par            | Per            | Tot            | PF             | PS             | Vin     | Per     | Tot     | PF      | PS      | risultato          | avversaria       |
| -------- | -------------- | -------------- | -------------- | -------------- | -------------- | -------------- | ------- | ------- | ------- | ------- | ------- | ------------------ | ---------------- |
| 2008     | 5              | 0              | 3              | 8              | 188            | 166            | 0       | 1       | 1       | 8       | 47      | Quarti di finale   | Warriors Bologna |
| 2009     | 8              | 0              | 2              | 10             | 306            | 151            | 1       | 1       | 2       | 54      | 56      | Superbowl italiano | Bengals Brescia  |
| 2010     | 7              | 0              | 1              | 8              | 258            | 104            | 2       | 0       | 2       | 52      | 21      | Campioni           | Bengals Brescia  |
| Totale   | 20             | 0              | 6              | 26             | 752            | 421            | 3       | 2       | 5       | 114     | 124     |                    |                  |

Fonti: Enciclopedia del Football - A cura di Roberto Mezzetti

##### Winter League (secondo livello)/Silver League/Serie A2/LENAF/Seconda Divisione
| Stagione | regular season | regular season | regular season | regular season | regular season | regular season | playoff | playoff | playoff | playoff | playoff | playoff          | playoff           |
|          | Vin            | Par            | Per            | Tot            | PF             | PS             | Vin     | Per     | Tot     | PF      | PS      | risultato        | avversaria        |
| -------- | -------------- | -------------- | -------------- | -------------- | -------------- | -------------- | ------- | ------- | ------- | ------- | ------- | ---------------- | ----------------- |
| 1999     | 1              | 0              | 7              | 8              | 82             | 250            | -       | -       | -       | -       | -       | -                | -                 |
| 2003     | 0              | 0              | 7              | 7              | 42             | 196            | 0       | 1       | 1       | 14      | 42      | Wild Card        | Giaguari Torino   |
| 2006     | 1              | 0              | 6              | 7              | 116            | 174            | -       | -       | -       | -       | -       | -                | -                 |
| 2011     | 5              | 0              | 3              | 8              | 236            | 164            | 1       | 1       | 2       | 74      | 77      | Quarti di finale | Daemons Martesana |
| 2012     | 3              | 0              | 5              | 8              | 268            | 256            | -       | -       | -       | -       | -       | -                | -                 |
| 2016     | 1              | 0              | 7              | 8              | 137            | 235            | -       | -       | -       | -       | -       | -                | -                 |
| 2017     | 2              | 0              | 6              | 8              | 101            | 176            | -       | -       | -       | -       | -       | -                | -                 |
| 2018     | 2              | 0              | 6              | 8              | 158            | 227            | -       | -       | -       | -       | -       | -                | -                 |
| 2019     | 3              | 0              | 5              | 8              | 102            | 199            | 0       | 1       | 1       | 30      | 33      | Wild Card        | Saints Padova     |
| 2021     | 3              | 0              | 3              | 6              | 134            | 155            | 0       | 1       | 1       | 14      | 41      | Quarti di finale | Skorpions Varese  |
| Totale   | 21             | 0              | 55             | 76             | 1376           | 2032           | 1       | 4       | 5       | 132     | 193     |                  |                   |

Fonti: Enciclopedia del Football - A cura di Roberto Mezzetti

##### Winter League (terzo livello)/Serie C (terzo livello)/Serie B (terzo livello)/CIF9/Terza Divisione
| Stagione | regular season | regular season | regular season | regular season | regular season | regular season | playoff | playoff | playoff | playoff | playoff | playoff                  | playoff                  |
|          | Vin            | Par            | Per            | Tot            | PF             | PS             | Vin     | Per     | Tot     | PF      | PS      | risultato                | avversaria               |
| -------- | -------------- | -------------- | -------------- | -------------- | -------------- | -------------- | ------- | ------- | ------- | ------- | ------- | ------------------------ | ------------------------ |
| 1995     | 2              | 0              | 6              | 8              | 109            | 229            | -       | -       | -       | -       | -       | -                        | -                        |
| 1996     | 5              | 0              | 3              | 8              | 146            | 124            | 0       | 1       |         | 12      | 37      | Quarti di finale         | Bengals Brescia          |
| 1997     | 1              | 0              | 7              | 8              | 96             | 188            | -       | -       | -       | -       | -       | -                        | -                        |
| 2004     | 6              | 0              | 1              | 7              | 226            | 102            | 2       | 1       | 3       | 80      | 37      | Ninebowl                 | Crusaders Cagliari       |
| 2005     | 6              | 0              | 0              | 6              | 274            | 34             | 0       | 1       | 1       | 12      | 15      | Semifinale               | Blue Storms Gorla Minore |
| 2007     | 5              | 0              | 1              | 6              | 228            | 73             | 1       | 1       | 2       | 56      | 45      | Quarti di finale         | Frogs Legnano            |
| 2013     | 5              | 0              | 1              | 6              | 238            | 123            | 3       | 1       | 4       | 172     | 86      | Ninebowl                 | Aquile Ferrara           |
| 2014     | 5              | 0              | 1              | 6              | 266            | 50             | 4       | 0       | 4       | 178     | 42      | Campioni                 | Steelers Terni           |
| 2015     | 5              | 0              | 1              | 6              | 220            | 76             | 2       | 1       | 3       | 154     | 91      | Semifinale di conference | Chiefs Ravenna           |
| Totale   | 40             | 0              | 21             | 61             | 1803           | 999            | 12      | 6       | 18      | 664     | 353     |                          |                          |

Fonti: Enciclopedia del Football - A cura di Roberto Mezzetti